# Марія Ундер
Марія Ундер (ест. Marie Under; 15 (27) березня 1883, Таллінн, Російська імперія — 25 вересня 1980, Стокгольм, Швеція) — естонська поетеса та перекладачка.

## Біографія

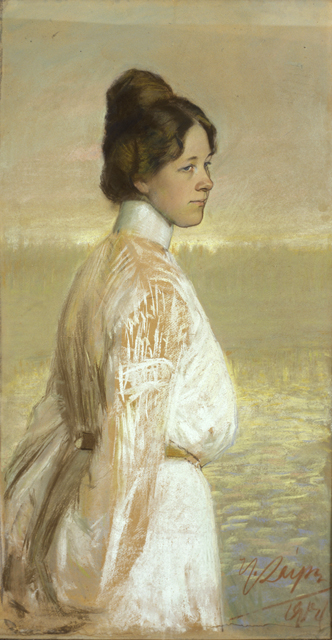
Марія Ундер (1904), портрет Антса Лайкмаа

Н,ародилася 15 (27) березня 1883 року у місті Таллінні. Навчилася читати у чотири роки. З 1891 по 1900 роки вчилася у приватній німецькій школі для дівчат. Потім працювала продавчинею в книжковому магазині. 
Була близька із Едуардом Вільде. 1902 року одружилася з бухгалтером Карлом Хакером та переїхала до Кучіно, передмістя Москви. Там народила двох дочок. У 1904 році закохалася у художника Антса Лайкмаа, який написав її портрет. У 1906 році повернулася до Таллінна. 1913 року познайомилася із Артуром Адсоном, якого зробила своїм секретарем. У 1924 році розлучилася і побралася із Адсоном. 1944 року, коли почалася окупація Естонії СРСР, із сім'єю втекла до Швеції. Майже рік прожила у таборі для біженців. 1945 року оселалися з родиною в  передмісті Стокгольма, де прожила решту життя.
Марія Ундер померла 25 вересня 1980. Похована на цвинтарі Вудленд у Стокгольмі. У січні 2015 року оголосили про те, що вона має бути перепохована в Естонії восени 2015 року.
1996 року зображена на марці Естонії.

## Творчість
У вільний час від роботи продавчинею книжок після закінчення школи Марія Ундер писала поезію німецькою. 
У 1904 році за порадою художника Антса Лайкмаа перекладає свої вірші естонською. Лайкмаа надіслав їх місцевим газетам для публікації.
1913 року зробила Артура Адсона своїм секретарем, що укладав перші збірки її опублікованих творів.
У 1917 році Ундер ввійшла до літературного угруповання «Сіуру», куди входили також Йоганнес Барбарус, Хендрік Віснапуу, Йоганнес Семпер. Того ж року вийшла її перша збірка «Сонети».
Марія Ундер була серед засновниць Спілки письменників Естонії 1922 року.
1937 року стала почесною членкинею ПЕН-клубу.
Марія Ундер працювала в одному із театральних музеїв Стокгольма. Багато перекладала естонською (серед перекладів — «Реквієм» Анни Ахматової, вірші із «Доктора Живаго» Бориса Пастернака тощо).
Кількаразова номінантка Нобелівської премії. 1974 року вийшла її біографія, написана Адсоном.

## Переклади
Твори Марії Ундер перекладено принаймні 26-ма мовами. Її поезію російською перекладав Ігор Сєверянин та Єлизавета Роос-Базилевська. Також її твори перекладено мовами комі (Ніна Обрезкова) та удмуртською (Надія Пчеловодова / Наді Муш).